# Lutz Haueisen
Lutz Haueisen (ur. 12 października 1958 w Jenie) – niemiecki kolarz torowy i szosowy reprezentujący NRD, dwukrotny medalista torowych mistrzostw świata.

## Kariera
Pierwsze sukcesy w karierze Lutz Haueisen osiągnął w 1979 roku, kiedy wspólnie z Geraldem Mortagiem, Axelem Grosserem i Volkerem Winklerem zdobył złoty medal drużynowym wyścigu na dochodzenie podczas mistrzostw świata w Amsterdamie. Na rozgrywanych dwa lata później mistrzostwach świata w Brnie Haueisen zdobył kolejny złoty medal, tym razem zwyciężając w wyścigu wyścig punktowym amatorów. W tej samej konkurencji wywalczył również złoty medal na mistrzostwach kraju w 1985 roku. Startował także w wyścigach szosowych, ale nie osiągnął większych sukcesów. Nigdy nie wystąpił na igrzyskach olimpijskich.